# Maison Fraisse
La maison Fraisse est une maison située à Conques-sur-Orbiel, en France.

## Localisation
La maison est située sur la commune de Conques-sur-Orbiel, dans le département français de l'Aude.

## Historique
L'édifice est inscrit au titre des monuments historiques en 1948.